# В водовороте века
«В водоворо́те ве́ка» (кор. 세기와 더불어?, 世紀와 더불어?) — автобиография Ким Ир Сена, основателя и первого руководителя КНДР. Мемуары, написанные в 1992 году и изданные в восьми томах, описывают историю жизни Ким Ир Сена с детства до времён Движения за независимость Кореи. Изначально было задумано в общей сложности 30 томов, но в 1994 году, после написания шести томов, Ким Ир Сен скончался; седьмой и восьмой тома были изданы посмертно. В труде раскрыты ранние влияния религиозных и литературных идей на мировоззрение Ким Ир Сена. Будучи важной частью северокорейской литературы, «В водовороте века» считается ценным, пусть и несколько недостоверным, источником по современной истории Кореи позднеколониального периода. Книга считается одним из немногих северокорейских первоисточников, широко доступных на Западе, и является значимым исследовательским материалом для северокорееведов. Авторство мемуаров «В водовороте века» оспаривается: в частности, северокорейский перебежчик Хван Чжан Ёп утверждал, что книга была написана писателями и журналистами, а не самим Ким Ир Сеном.